# Alkalibacter saccharofermentans
Alkalibacter saccharofermentans è una specie di batterio appartenente alla famiglia delle Eubacteriaceae.